# Nomascus hainanus
El gibón de Hainan (Nomascus hainanus) es una especie de primate hominoideo de la familia Hylobatidae. Es la especie de gibón más raro que existe. Habita en Hainan.

## Distribución geográfica y hábitat
Es endémica de los bosques de la isla de Hainan, China.

## Estado de conservación
Se encuentra amenazada por la pérdida de su hábitat natural.